# 藍色ミュージック
『藍色ミュージック』（あいいろミュージック）は、indigo la Endのメジャー2枚目、通算3枚目のアルバム。2016年6月8日にunBORDEより発売された。

## 概要
前作から約1年4か月振りとなるスタジオ・アルバム。（また、佐藤栄太郎（ドラム）正式加入後初のスタジオ・アルバムでもある。）
フィジカルでは、初回限定盤（WPZL-31164/5）、通常盤（WPCL-12336）の2種類で発売され、初回限定盤DVDには、「心雨」のミュージック・ビデオやindigo la Endの4人を描いたショートムービー「藍色四人」を収録している。
本作のジャケットやリードトラックの「藍色好きさ」「愛の逆流」のミュージック・ビデオには、モデルのあめが出演している。

## 収録曲

### CD
全作詞・作曲:川谷絵音、全編曲:indigo la End 
1. 藍色好きさ (4:37)
2. 雫に恋して (4:01)
  - 4thシングル。
3. ココロネ (4:21)
4. 愛の逆流 (3:50)
  - 今作のリード曲。
5. シノブ (1:59)
6. 悲しくなる前に (3:37)
  - 3rdシングル
7. 忘れて花束 (3:52)
  - 4thシングル。
8. eye (4:32)
9. 夏夜のマジック (5:05)
  - 3rdシングルC/W。
10. 風詠む季節 (4:57)
  - 5thシングルC/W。
11. music A (1:50)
12. ダンスが続けば (4:21)
13. 心雨 (4:48)
  - 5thシングル。
  - GREEスマホゲーム『消滅都市』CMソング。
14. インディゴラブストーリー (5:10)

### DVD
初回限定版のみ。
1. 藍色四人 -short movie-
2. 心雨 -music video-